# Ulriksdal (Lolland)
 For alternative betydninger, se Ulriksdal. (Se også artikler, som begynder med Ulriksdal)
Ulriksdal er en avlsgård ved landsbyen Godsted lidt øst for Røgbølle Sø på Lolland. Gården var indtil Reformationen en sædegård under Fyns Bispestol og hed Bispensø. Navnet Ulriksdal er fra 1714. Fra 1776 blev den en avlsgård under Engestofte Gods. Hovedbygningen er opført i 1860.
Ulriksdal er på 410,7 hektar

## Ejere af Ulriksdal
- (1400-1536) Fyns Bispestol
- (1536-1691) Kronen
- (1691-1722) Henning Ulrich von Lützow
- (1722-1750) Christian Frederik von Lützow
- (1750-1776) Sophie Christiansdatter von Lützow gift von Krogh
- (1776-1797) Jørgen Wichfeld
- (1797-1799) Jørgen Wichfelds dødsbo
- (1799-1846) Henning Wichfeld
- (1846-1848) Anna Henriette Marie de Braës gift Wichfeld
- (1848-1888) Jørgen Wichfeld
- (1888-1907) Henning Wichfeld
- (1907-1965) Jørgen Adalbert Wichfeld
- (1965-1967) Jørgen Adalbert Wichfelds dødsbo
- (1967-1994) William Erik Berntsen
- (1994-1995) William Odd Berntsen
- (1995-2003) Berntsen Fonden
- (2003-) Frederik von Lüttichau